# Marcus Kleveland
Marcus Kleveland, né le 25 octobre 1999 à Lillehammer, est un snowboardeur norvégien professionnel.
Connu pour avoir réalisé des double cork à l'âge de 11 ans, un triple cork à l'âge de 13 ans, et le second (et plus jeune) à réussir un quadruple cork. Premier à le réaliser en compétition à Aspen 2017 où il prendra la médaille d'argent, il fait aujourd'hui partie des meilleurs. Lors des X Games d'Aspen de 2017, il remporte sa première médaille d'or en slopestyle.
Il est double champion du monde en slopestyle lors des Mondiaux 2017 et Mondiaux 2023.
Il est celui qui a inspiré la nouvelle discipline Knuckle Huck maintenant aux X Games depuis 2019.

## Palmarès

### Championnats du monde
- Sierra Nevada - Mondiaux 2017 :
  -  Médaillé de bronze en Big air.
- Aspen - Mondiaux 2021 :
  -  Médaillé d'or en slopestyle ;
  -  Médaillé de bronze en big air.
- Bakuriani - Mondiaux 2023 :
  -  Médaillé d'or en slopestyle.

### Coupe du monde de snowboard
- 1 gros globe de cristal :
  - Vainqueur du classement freestyle en 2021.
- 1 petit globe de cristal :
  - Vainqueur du classement slopestyle en 2021.
- 11 podiums dont 8 victoires en carrière.

#### Détails des victoires
| Épreuve / Édition | Big air         | Slopestyle       |
| ----------------- | --------------- | ---------------- |
| 2016-2017         | Milan           |                  |
| 2017-2018         | Mönchengladbach | Cardrona         |
| 2020-2021         |                 | Aspen Silvaplana |
| 2021-2022         |                 | Silvaplana       |
| 2022-2023         | Copper Mountain | Laax             |

### X Games
- 2017 : Médaille d'argent sur le big air des X Games à Aspen
- 2017 : Médaille d'or sur le slopestyle des X Games à Aspen
- 2016 : Médaille d'or au Beijing Air + Style
- 2016 : Médaille d'or en coupe du monde en Italie
- 2020 : Médaille d'or en knuckle Huck des X Games en Norvège[1]